# Topolšica
Topolšica je naselje v Občini Šoštanj  v Republiki Sloveniji. Znana je predvsem po zdravilišču Terme Topolšica.

## Zgodovina
Življenje v preteklosti se je razvijalo predvsem okoli izvira tople vode, kjer danes stoji moderno zdravilišče.
9.maja 1945 je iz Topolšice v svet odšla novica o kapitulaciji nemških oboroženih sil za jugovzhodno Evropo, ki jo je tam podpisal poveljnik skupine armad E Alexander Löhr. V spomin na ta dogodek je danes v zdraviliškem parku urejena spominska soba z rekonstrukcijo takratnega dogodka.